# Imilchil
Imilchil (amazic: ⵉⵎⵉⵍⵛⵉⵍ; àrab: إملشيل, Imilxīl) és una comuna rural de la província de Midelt, a la regió de Drâa-Tafilalet, al Marroc. Segons el cens de 2014 tenia una població total de 8.870 persones. Es troba en una elevació de 2.119 metres a la vall d'Assif Melloul (‘Riu Blanc’). L'àrea d'Imilchil és la llar de la tribu Ait Hdiddou, que pertany a la confederació Ait Yafelman, i els seus habitants parlen amazic del Marroc Central. Alguns llocs per visitar són les coves d'Akhiam, les cascades d'Agouni, les gorges del Ziz i la vall i els ksars de l'àrea.

## Festival de matrimoni
El poble d'Imilchil és un símbol per a la cultura dels amazics. És especialment conegut pel seu festival, el Souk Aam o Agdoud N'Oulmghenni (Festival de les esposalles). La llegenda explica que dos joves de diferents tribus es van enamorar, però les famílies els van prohibir veure's. El dolor els va portar a plorar fins a la mort, creant els llacs veïns d'Isli (ell) i Tislit (ella), prop d'Imilchil. Les famílies van decidir establir un dia com a aniversari de la mort dels amants, quan els membres de les tribus locals podien casar-se entre ells. Així va néixer el Festival de les esposalles d'Imilchil.